# Климент XI
Климент XI (лат. Clemens PP. XI, у миру Джанфранческо Альбані) (23 липня 1649 — 19 березня 1721) — 243-й Папа Римський, понтифікат якого тривав з 23 листопада 1700 по 19 березня 1721.

## Життя
Папа-дипломат Джанфранческо Альбані народився 23 липня 1649 в Урбіно. Здобув ґрунтовну і всебічну освіту. У віці 28 років прийняв священний сан. В 1690 Олександр VIII призначив його кардиналом.

## Понтифікат
23 листопада 1700 року конклав вибирає його новим папою. Він обирає собі папське ім'я за іменем святого цього дня. Папа Альбані суворо дотримувався принципів свого попередника і не протегував родичам. Єдиним винятком був Аннібале Альбані, призначений кардиналом в 1711. Його брат став кардиналом тільки за правління Іннокентія XIII. Понтифікат Климента XI, що тривав 21 рік, був заповнений дипломатичною діяльністю папських легатів і нунціїв, які брали активну участь у численних інтригах тогочасних королівських дворів. Всі історики нині поділяють думку, що ці інтенсивні заходи ватиканських дипломатів в незначно сприяли підвищенню авторитету папства на міжнародній арені. Звичайно, з впливом папської держави рахувалися, але було відомо, що за допомогою підкупу та тиску при папському дворі можна було досягти багато чого.
У богословській частині діяльності папи найзначнішим кроком Климента XI була публікація 8 вересня 1713 булли Unigenitus, спрямованої проти янсенізму: 101 речення з книги провідного ідеолога янсенізму, французького теолога Паск'є Кенеля, були оголошені цією буллою єретичними. Засудження висмикнутих з контексту пропозицій, істинний зміст яких був внаслідок такого прийому спотворено, не з найкращого боку характеризувало теологів Римської курії, тим більше, коли виявилося, що деякі засуджені фрази були цитатами з праць Августина, творця ідеології західного християнства. Опублікування булли Unigenitus не заспокоїло догматичні суперечки у Франції, але зате сприяло зростанню релігійного скептицизму і індиферентизму, які характеризували епоху Просвітництва. У 1708 Папа встановив свято Непорочного зачаття, яке відзначається 8 грудня. У 1701 заснував папську дипломатичну академію Accademia dei Nobili Ecclesiastici.